# Cezary z Arles
Cezary z Arles (łac. Caesarius Arelatensis; ur. 470/471 w rejonie Chalon-sur-Saône, zm. 27 sierpnia 542 w Arles) – mnich, biskup Arles w latach 503–542, prymas Galii Zaalpejskiej, święty Kościoła katolickiego.

## Życiorys

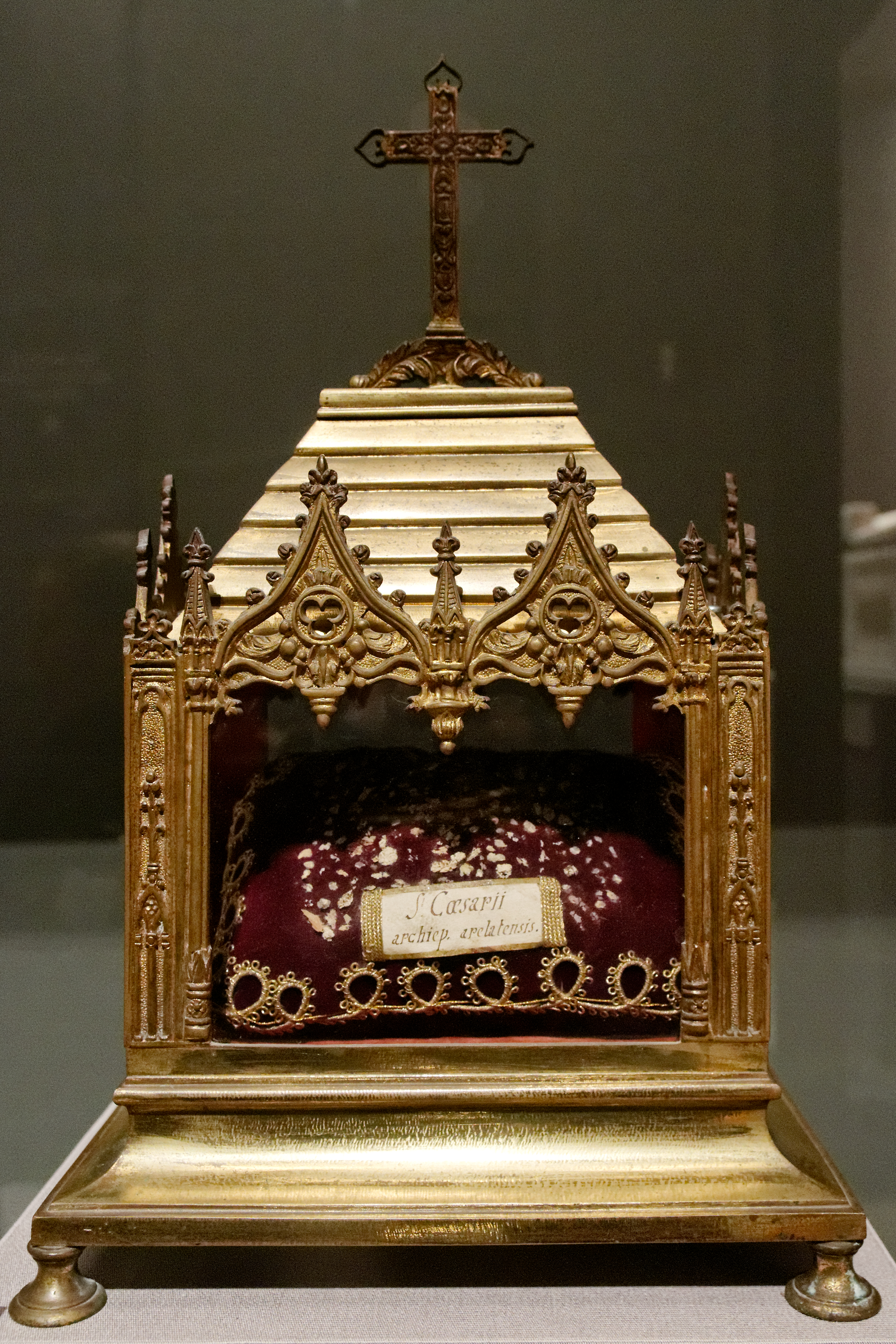
Relikwie św. Cezarego w kościele św. Trofima w Arles.

Cezary urodził się w 470 albo 471 roku w Chalon-sur-Saône w majętnej rodzinie o rzymskim rodowodzie. Miał co najmniej dwie siostry, z których jedna miała na imię Cezaria i została mniszką. W domu rodzinnym odebrał podstawowe wykształcenie i zdobył doświadczenie w prowadzeniu i zarządzaniu gospodarstwem. Mając osiemnaście lat postanowił zostać duchownym i zgłosił się do miejscowego biskupa Sylwestra. Sylwester przyjął go do formacji początkowej, która była surowa, bowiem wzorowana na wspólnotach kontemplacyjnych. Trzy lata później Cezary opuścił dom biskupi i wstąpił do surowszego, monastycznego klasztoru leryńskiego. Jego rodzina stanowczo sprzeciwiła się temu krokowi, a matka Cezarego wysłała służbę, by siłą sprowadzili syna z powrotem. Cezaremu udało się ominąć zasadzkę i dotarł do klasztoru, gdzie spędził około dziesięciu lat, studiując Pismo Święte i dzieła Ojców Kościoła, praktykując ascezę i uczynki miłosierdzia. Z powodu zbyt ascetycznego życia podupadł na zdrowiu i musiał opuścić klasztor i udać się do Arles. Rozpoczął tam studia literackie pod kierunkiem Juliana Pomeriusza. Wkrótce potem je przerwał i dzięki swojemu powinowatemu, biskupowi Eoniuszowi, przyjął święcenia diakonatu i prezbiteratu.
Jego pierwszym zadaniem było objęcie stanowiska opata w miejscowym klasztorze, które było nieobsadzone z powodu śmierci poprzedniego opata. W ciągu trzech lat pełnienia tej funkcji Cezary pilnował, aby mnisi przestrzegali ascezy i napisał dla nich specjalną regułę zakonną. Po śmierci Eoniusza, około 503 roku nowym biskupem został wybrany Cezary.
Krótko po objęciu stolicy biskupiej, został niesłusznie oskarżony o spiskowanie przeciwko władcy miasta – królowi Wizygotów Alarykowi II, przez co został tymczasowo zesłany do Bordeaux. W latach 507-508 Arles zostało oblężone przez Burgundów i Franków, a Cezary ponownie został fałszywie posądzony o kontakty z najeźdźcami i wtrącony do więzienia. Swoją niewinność musiał udowodnić przed królem Teodorykiem w Rawennie, co zakończyło się powodzeniem. Król obdarował go darami, za które biskup wykupił więźniów pochodzących z okolic Arles. Następnie udał się do Rzymu, gdzie spotkał się z papieżem Symmachusem, od którego otrzymał tytuł wikariusza apostolskiego Galii. Po powrocie do Arles kontynuował pracę duszpasterską, uczestniczył w synodach i pracował nad swoimi pismami. W lipcu 529 roku przewodniczył synodowi w Orange, który potępił semipelagianizm, odwołując się do nauk Augustyna z Hippony i zakończył działalność jego wyznawców w Galii. Brał także udział w synodach w Agde (506), Alres (524) i Carpentras (527). Walcząc z herezją arian szerzoną przez Wizygotów i Ostrogotów napisał kilka traktatów teologicznych: O tajemnicy Trójcy Świętej, Skrót nauki przeciw heretykom i O łasce.
Zmarł 29 sierpnia 543 roku w Arles.

## Pisma
Był autorem m.in. wczesnych reguł monastycznych dla kobiet („Reguła dla dziewic”) oraz komentarzy do Księgi Rodzaju i do Apokalipsy św. Jana.
- Kazania. przeł. Stefan Ryznar. Warszawa: Akademia Teologii Katolickiej, 1989. Brak numerów stron w książce
- Pisma monastyczne. przeł. Ewa Czerny, Małgorzata Borkowska, Jarosław Piłat. Kraków-Tyniec: 1994. ISBN 83-8543-322-8. Brak numerów stron w książce
- Homilie do Księgi Rodzaju, Sermones 81-83,Sermones de Scriptura cz. I, CCL 103, wyd. G. Morin /Maredsous 1953/ w: Homilie do Księgi Rodzaju. Objaśnienie Apokalipsy św. Jana. przeł. Antoni Żurek. Kraków: Wydawnictwo M, 2002, s. 25–84. ISBN 83-7221-365-8.
- Objaśnienie Apokalipsy św. Jana (S. Caesarii episcopi Arelatensis opera omnia, vol. 2, /Maredsous 1942/, s. 210–277), w: dz. cyt. s. 85–162.
- Pisma dogmatyczne i egzegetyczne. przeł. Anna Strzelecka. Poznań: Wydział Teologiczny UAM, 2004. ISBN 83-8936-166-3. Brak numerów stron w książce

## Kult
Został pochowany w krypcie Bazyliki Najświętszej Maryi Panny. W 732 roku grób został zniszczony podczas najazdu Saracenów, ale odbudowano go w 882 roku. Ostatecznie zniszczony został podczas rewolucji francuskiej, a relikwie przepadły. Jedyne co pozostało to dwa paliusze, para sandałów i miedziana sprzączka od pasa.
Wspomnienie liturgiczne świętego Cezarego w Kościele katolickim obchodzone jest 27 sierpnia.